# جين الثالثة ملكة نافارا
خوانا الثالثة أو جوان أو جان (16 نوفمبر 1528 - 9 يونيو 1572) كانت ملكة نافارا الحاكمة وكونتيسة ودوقة عدد من أراضي المجاورة، هي ابنة هنري الثاني ملك نافارا ومارغريت دي أنغولم شقيقة فرانسوا الأول ملك فرنسا، تزوجت مرتين أولا أجبرت على الزواج من غيوم دوق يوليش-كليفز-بيرغ شقيق الأصغر لـ آن الزوجة الرابعة لهنري الثامن ملك إنجلترا ولكن تم فسخ لاحقا، ثم تزوجت من أنتوني دي بوربون، دوق فاندوم وأنجبت له في المستقبل هنري الثالث والرابع، ملك نافارا وفرنسا.
كانت شخصية بارزة في حروب فرنسا الدينية بحيث كانت الزعيمة الروحية والسياسية لـ حركة الهوغونوتيون، بعد تحولها في 1560 إلى المذهب الكالفينية، رغم أنها كانت محايدة نسيبة في الحروب الدينية الأولى والثانية، ولكن في الحرب الثالثة هربت إلى لا روشيل تزعمت الحركة بحكم الأمر الواقع، وبعد التفاوض على الصلح تم ترتيب الزواج لابنها البكر من ابنة كاثرين دي ميديشي مارغريت؛ ولكن توفيت بعد ذلك بفترة وجيزة في باريس.

## روابط خارجية
- جين الثالثة ملكة نافارا على موقع الموسوعة البريطانية (الإنجليزية)